# Verge
Die Verge hatte als Maß eine unterschiedliche Bedeutung. Sie war ein Längenmaß und ein Volumenmaß.

## Längenmaß
Sie war ein belgisches Längenmaß und der Rute gleich.
- 1 Verge =  20 Fuß (Antwerpener) = 5,74 Meter

Der Antwerpener Fuß war 11 Zoll lang, was einer Länge von 0,2868 Meter und  127,137 Pariser Linien entsprach.

## Volumenmaß
Die Verge war auch ein Volumenmaß mit unterschiedlicher Größe an den Geltungsorten.
Als französisches Maß für Branntwein hatte das Maß in Montpellier
- 1 Fass = 70 Verges
- 1 Verge = 322 Pariser Kubikzoll = 6 7/16 Liter

Im Niederländischen wurde das Maß Verje geschrieben und galt als Getränkemaß.
- 1 Verje/Vergue = 6 Mingel = 12 Pinten = 366,75 Pariser Kubikzoll = 7 1/5 Liter